# Цебриков, Егор Иванович
Егор Иванович Цебриков — российский вице-адмирал, участник русско-турецкой войны 1828—1829 годов.
В 1811 году поступил в Морской кадетский корпус; в 1815 году произведён в гардемарины, в 1818 году в чине мичмана и служил в Балтийском флоте.
В 1827 году, в чине лейтенанта, состоя в эскадре контр-адмирала графа Гейдена, он участвовал в Наваринском сражении, за что был награждён орденом св. Анны 3-й степени с бантом.
В 1828—1830 годах Цебриков плавал в Средиземном море, крейсеровал в Архипелаге, был при блокаде Дарданелл и возвратился в Кронштадт.
В 1831—1833 годах на транспорте «Америка», под командой капитан-лейтенанта Хромченко, совершил кругосветное плавание в Камчатку; 22 апреля 1834 года произведён в капитан-лейтенанты и за вояж награждён орденом св. Владимира 4-й степени.
С 1834 года он служил в Балтийском флоте и 3 декабря 1834 года за 18 морских компаний получил орден св. Георгия VI класса.
В 1837 году командовал бригом «Казарский», а в 1842 году был произведён в капитаны 2-го ранга, в 1846 году в капитаны 1-го ранга, а 20 января 1854 года в контр-адмиралы, с назначением заведующим всеми запасными ротами Балтийского флота; имея свой флаг на пароходе «Геркулес», он командовал гребной флотилией на Кронштадтском рейде; 16 июня назначен капитаном над Рижским портом, а 28 декабря 1859 года произведён в вице-адмиралы с увольнением от службы.
В честь Е. И. Цебрикова назван мыс Цебрикова (Карское море, Новая Земля, мыс нанесён на карту в 1835 году А. К. Циволько, им же было присвоено название мысу по фамилии капитана-лейтенанта Егора Ивановича Цебрикова).